# 이비가
이비가(夷毗訶)는 가락국의 시조신화에 나오는 천신이다.

## '이비가'가 등장하는 작품
- 《김수로》(MBC, 2010년, 배우:이효정)

- 참고 문헌

- 신증동국여지승람(新增東國輿地勝覽)
- 한국사(韓國史) 고대편(古代篇) (이병도 진단학회 을유문화사 1959)[쪽 번호 필요]
- 연맹세력(聯盟勢力)의 대두(擡頭)(김철준 한국사 2 국사편찬위원회 1981)[쪽 번호 필요]

## 기타
'이비가짬뽕' '이비가'의 뜻
- 이비가짬뽕에서 이비가는 ‘입이 즐거워 자꾸만 입이 가는’ 뜻과 의미를 가지고 있다
- 이비가짬뽕의 이비가는 ‘입이 가’를 소리나는 대로 표시하는 표음주의로 풀어 표기한 것이다.[1]

1. ↑  “이비가짬뽕 홈페이지”. 《이비가짬뽕》. 250107에 확인함.